# Synasellus intermedius
Synasellus intermedius är en kräftdjursart som beskrevs av Odette Afonso 1985. Synasellus intermedius ingår i släktet Synasellus och familjen sötvattensgråsuggor. Inga underarter finns listade i Catalogue of Life.